# Jorge Lago
Jorge Lago (La Habana, 23 de noviembre de 1945 - Miami, 23 de enero de 1984) fue un bailarín, actor y cantante cubano. Desarrolló la mayor parte de su carrera en Europa, donde fue integrante del cuerpo de baile de diversas revistas presentadas en el Casino de París. Su versatilidad artística lo llevó a destacar tanto en el ámbito escénico como musical.

## Reseña biográfica
Jorge Lago mostró desde temprana edad un marcado interés por la interpretación y la expresión artística. A los catorce años comenzó su formación en danza, inclinación que definiría su futuro profesional. Gracias a sus destacadas aptitudes, ingresó a principios de la década de 1960 en el recién fundado Ballet Nacional de Cuba, bajo la dirección de Alicia Alonso, donde inició su carrera como bailarín. 
En 1966, con el respaldo del gobierno cubano, liderado entonces por Fidel Castro, la compañía emprendió una gira por Europa con la obra Giselle. Durante una escala en Francia para participar en el IV Festival Internacional de Danza, Jorge Lago y otros nueve bailarines solicitaron asilo político, denunciando la situación ideológica que vivían en Cuba. Este hecho tuvo gran repercusión internacional.
Jorge se instala en París, ciudad en la que, gracias a sus conocimientos en danza clásica, encuentra trabajo rápidamente. Colabora en el Lido de París y, más tarde, se sube a las tablas del Teatro de los Campos Elíseos bajo la dirección de Jacques Brelen el montaje L´Homme de la Manche. Al poco tiempo el director y coreógrafo Roland Petit se fija en Lago y lo introduce en el mundo de la revista. 
Lago se convierte en una figura relativamente destacada dentro de la escena francesa. A lo largo de la década de 1970, trabaja en el Casino de París acompañando a primeras figuras como Zizi Jeanmaire. Como resultado de sus incursiones teatrales participa en programas de televisión incrementando su popularidad. También ejerce de modelo y es fuente de inspiración de creadores como Yves Saint Laurent, tal y como queda plasmado en diferentes fotografías y bocetos de la época realizados por el diseñador francés.

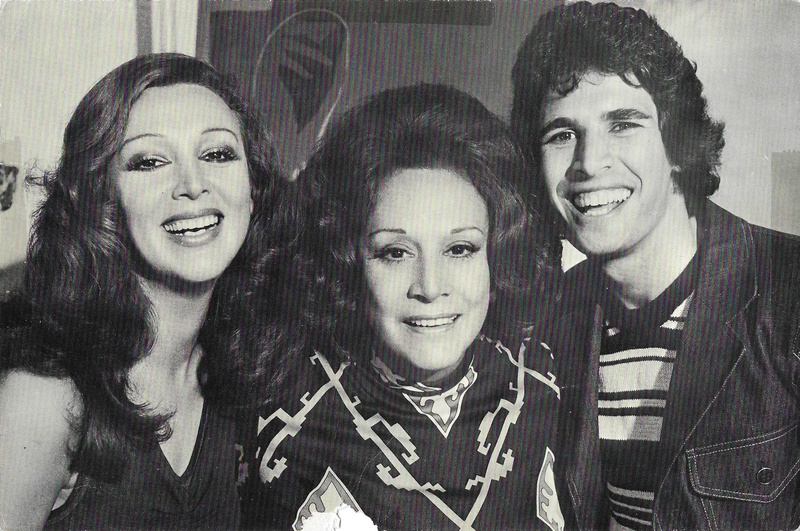
JORGE LAGO ESPERANZA ROY CELIA GAMEZ

En 1973 Jorge Lago se traslada a España para participar en la película "Mi hijo no es lo que parece (Acelgas con champán... y mucha música)", dirigida por Angelino Fons y que protagonizada junto a Celia Gámez y Esperanza Roy. Lago será también el responsable de las coreografías de los distintos números musicales del filme.  En este país realiza además otros trabajos. En 1976 forma parte del elenco de la comedia musical "Pura, metalúrgica", protagonizada por Lina Morgan. Con esta obra recorrerá los teatros de las principales provincias españolas y ganará cierta notoriedad entre el público español. En 1977 forma parte del reparto de la película "Nido de viudas", una coproducción entre España y Estados Unidos, dirigida por Tony Navarro.
En 1975 Jorge Lago publica su primer trabajo discográfico, un sencillo que incluirá las canciones "Je Veux être Aimé Par Toutes Les Filles de France" e "Imagine le Ciel".
En 1978 realiza una fugaz aparición en el filme "Hombre Objeto" de la directora Just Jaeckin. 
Sus últimos años de vida los pasa en Estados Unidos, país en el que rueda la película "Mami que caliente está Miami" en 1980. 
Fallece en 1984, a los 39 años de edad, a causa del sida.

## Vida privada
Jorge Lago mantuvo una relación sentimental con el humorista francés Thierry Le Luron. Esta no fue conocida por la opinión pública hasta años después de la muerte de ambos. Ambos se habían conocido en 1974, durante la grabación del programa de televisión Top à. La relación se truncó por la prematura muerte de Lago en 1984, con tan solo 39 años de edad. 
Jorge Lago fue padre en 1969, antes de su llegada a París. Tal y como el propio Lago declararía a varios medios, su mujer se volvería a casar y no lo acompañaría en Francia.